# Prosopis strombulifera
Prosopis strombulifera är en ärtväxtart som först beskrevs av Jean-Baptiste de Lamarck, och fick sitt nu gällande namn av George Bentham. Prosopis strombulifera ingår i släktet Prosopis och familjen ärtväxter.

## Underarter
Arten delas in i följande underarter:
- P. s. ruiziana
- P. s. strombulifera

## Bildgalleri

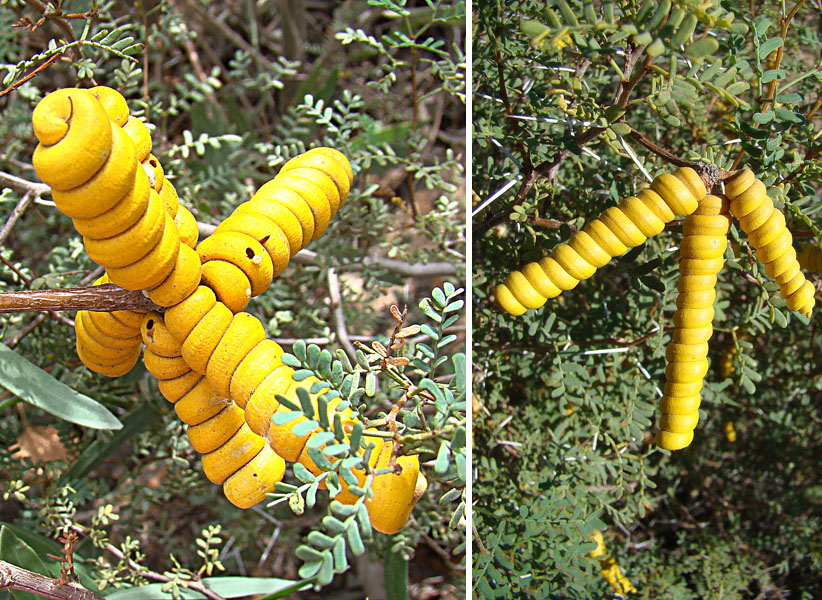